# Kreuzblumen des Kölner Domes

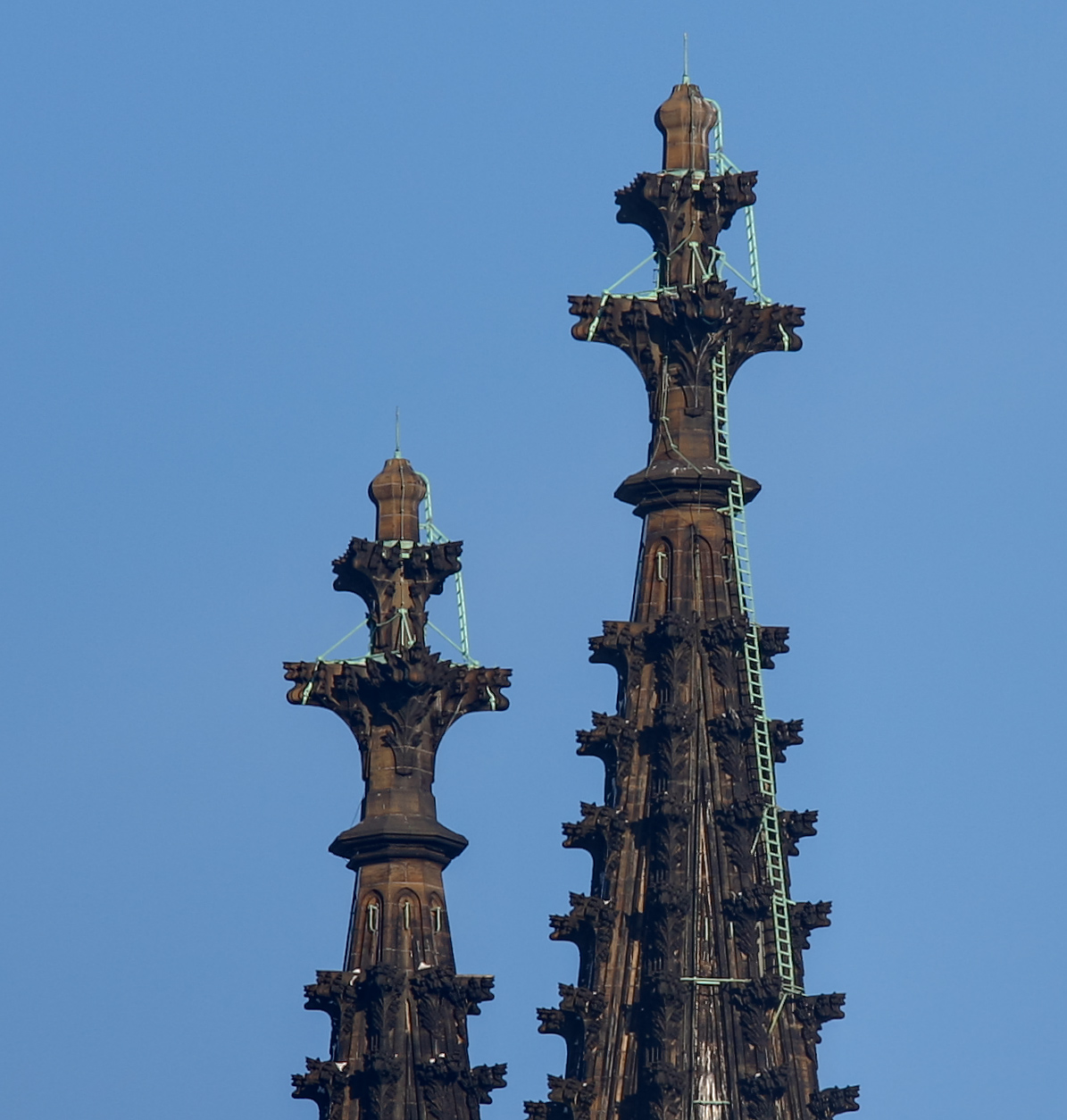
Die Kreuzblumen mit Kupferarmierungen und Leitern, alles mit grüner Patina

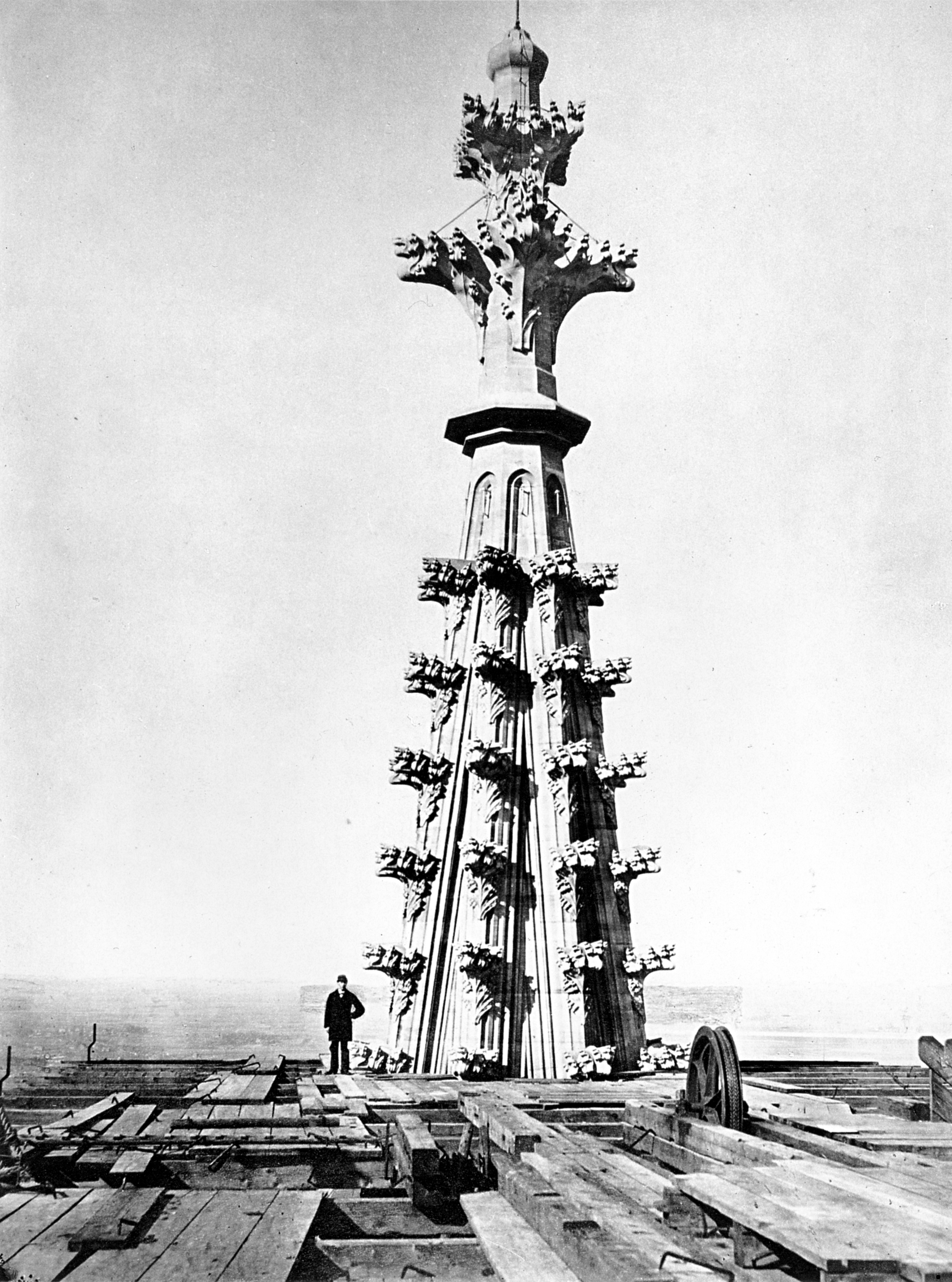
Spitze des Nordturmes des Kölner Domes (1881)

Die Kreuzblumen des Kölner Domes bilden die Spitzen der beiden Türme (Nord- und Südturm) in 149 bis 157 Metern Höhe. Eine Kopie dieser Kreuzblumen in Originalgröße, aber in Beton ausgeführt, steht seit 1991 unterhalb der Treppenstufen vor der Westfassade des Doms.

## Form und Konstruktion
Die Kreuzblumen bestehen aus einem zentralen Schaft, der von zwei unterschiedlich großen Blattkränzen umrankt ist. Sie stammen aus der letzten Bauphase des Kölner Doms um 1880. Allerdings gehen die Planungen noch auf Baumeister Ernst Friedrich Zwirner († 1861) zurück, der sich auf den originalen, mittelalterlichen Fassadenriss F stützte. In diesem Entwurf sollten die Kreuzblumen einen Durchmesser von 5,20 Metern haben.
Zwirners Nachfolger als Dombaumeister war Richard Voigtel, der als Vollender des Doms gilt. Er plante bereits einen kleineren Durchmesser von zunächst 5,02 Metern, später 4,75 Meter, für den unteren Blattkranz. Den Ausschlag gaben schließlich die natürlichen Begrenzungen des im Obernkirchener Steinbruch zu gewinnenden Materials: Der endgültige Durchmesser des unteren Blattkranzes beträgt 4,58 Meter, die Höhe rund acht Meter.
Eine Herausforderung stellte im 19. Jahrhundert neben der Größe der Steinblöcke auch der Transport auf die Höhe von über 150 Metern dar: Nicht nur waren Baugerüste und (Hanf-)Seilzüge zu schwach, auch der dampfgetriebene Lastenaufzug trug maximal vier Tonnen Gewicht. Ein aus einem Stück bestehender unterer Blattkranz hätte allein über 17 Tonnen gewogen. Auch deshalb sind die Kreuzblumen mit ihren jeweils circa 37 Kubikmetern Stein aus insgesamt 24 einzelnen Steinen zusammengesetzt.
Um die Konstruktion auf der Turmspitze zu stabilisieren, entwickelte man ein System aus Halterungen und Armierungen, meist aus Kupfer, um der Korrosionsgefahr zu begegnen. Die in der Mitte auf vergleichsweise geringer Fläche zusammengefügten Blätter des unteren Blattkranzes ragen bis zu 2,30 nach außen. Sie werden deshalb einerseits von unten durch Steinkonsolen gestützt, oben aber von einem achteckigen Kupferband am Schaft und mit Metallstangen festgehalten.
Durch das Zentrum des Schaftes führte man zur Stabilisierung durch eine Kupferhülle eine schmiedeeiserne Stange von 10 Zentimetern Durchmesser und 21 Metern Länge. Diese Stange hängt nach unten in den Turmhelm und ist nach Art eines Pendels mit einem Gewicht beschwert.
Leitern aus Kupfer führen von einem Ausstieg etwa 17 Meter unterhalb bis auf die Spitzen der Kreuzblumen, wo sich ein Blitzableiter befindet.

## Aufbau und Modifikation
Die Kreuzblumen wurden im Winter 1879/80 in der Steinmetzwerkstatt der Dombauhütte gefertigt; das Aufziehen und Setzen begann am 16. Juli 1880, nachdem man die Aufzugsgerüste vorsorglich verstärkt hatte. So wurden beispielsweise die Hanfseile durch Stahlseile ersetzt.
Die Kreuzblume des Nordturmes wurde am 23. Juli 1880 fertiggestellt und aufgesetzt, die des Südturmes am 14. August 1880 – allerdings ohne den Schlussstein, der zur Feier der Vollendung des Domes am 15. Oktober 1880 eingesetzt wurde.
Bereits kurz nach der Fertigstellung mehrten sich jedoch die Proteste der Bevölkerung, da die Kreuzblumen trotz der Entfernung zu kompakt und klotzig wirkten. Deshalb beschloss man kurz darauf eine manuelle Nachbearbeitung der Blattkränze.
Im Winter 1880/81 wurden Holzgehäuse um die Kreuzblumen montiert, um den Arbeitern in der Kälte einen beheizten Arbeitsraum zu schaffen. 40 Steinmetze arbeiteten bis zum 12. Februar 1881 daran, die Blattkränze nachträglich filigraner zu gestalten.

## Modell an der Domplatte

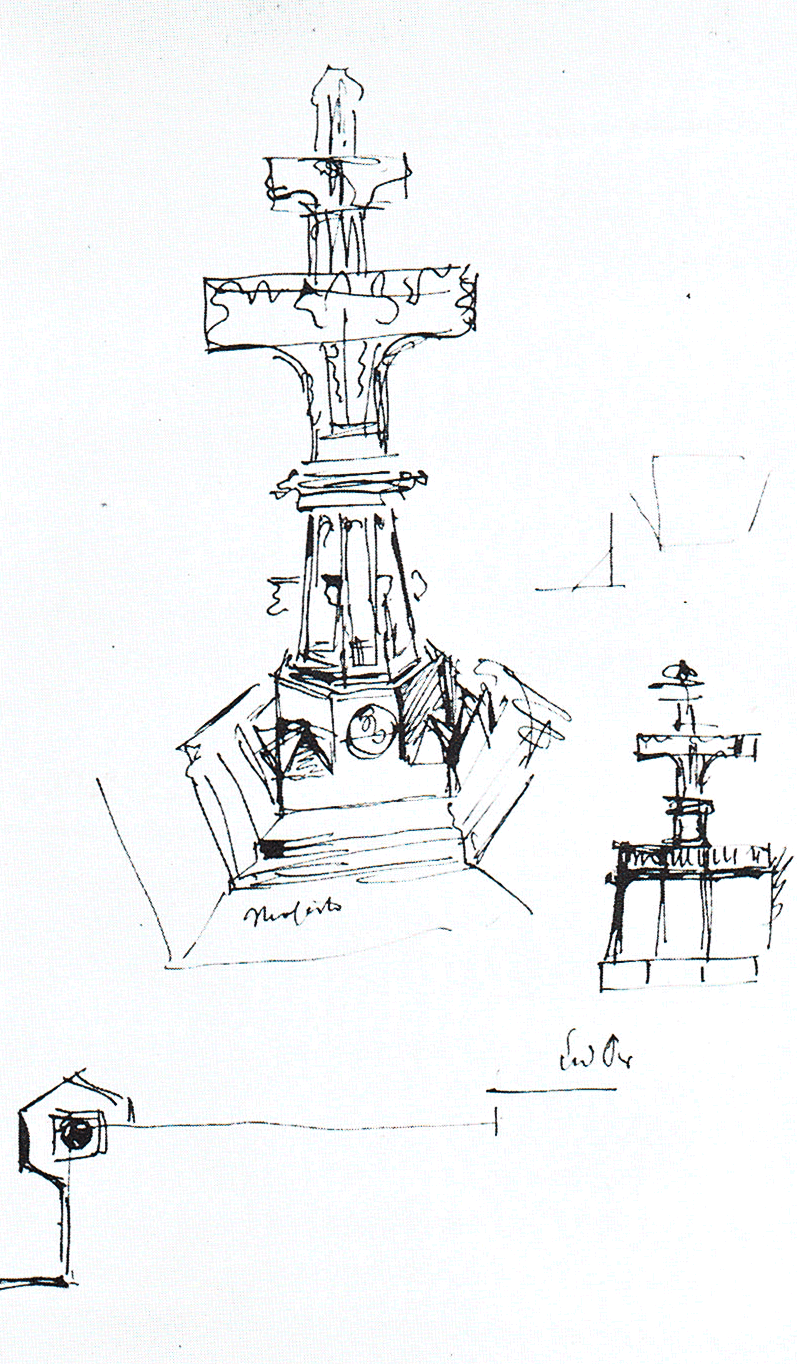
Skizze zu einer Kreuzblumen-Plastik, vermutlich von Dombaumeister Richard Voigtel, um 1878

Schon Dombaumeister Richard Voigtel hatte ursprünglich die Fertigung einer dritten Kreuzblume als „Denkmal der Domvollendung“ angestrebt. Er sah in einer Skizze und einem Entwurf von 1879 eine 10,5 Meter hohe Nachbildung der Kreuzblumen vor, die auf der südöstlichen Ecke der Domterrasse aufgestellt werden sollte. Voigtel konnte sich mit dieser Idee jedoch nicht durchsetzen.

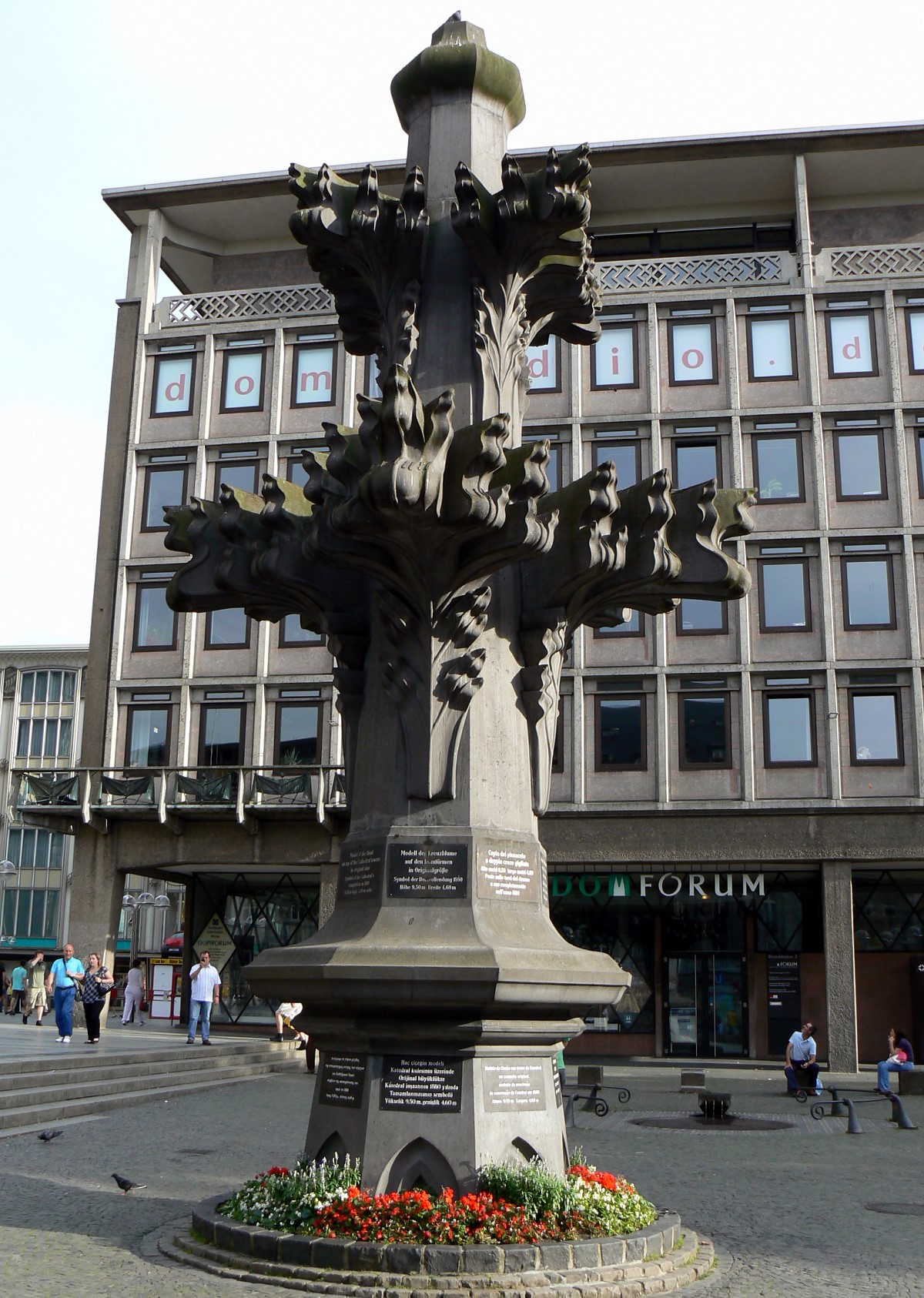
1:1-Modell an der Domplatte, im Hintergrund das Domforum

Im Domjubiläumsjahr 1980 fertigte der Bildhauer Uspelkat auf Basis von Konstruktionszeichnungen ein Kunststoffmodell an, das am 18. März 1980 vor dem Dom aufgestellt wurde. Wenngleich nicht ganz maßstabs- und vorlagengetreu, erfreute es sich doch großer Beliebtheit, bis es im Jahre 1990 durch den Orkan Wiebke stark beschädigt wurde.
Am 11. Oktober 1991 ließ das Verkehrsamt der Stadt Köln ein neugeschaffenes Modell der Kreuzblume vor dem Dom aufstellen.⊙ Das Betonmodell der südlichen Kreuzblume im Maßstab 1:1 wurde 50 Meter vor der Westfassade des Doms zwischen der Straße Unter Fettenhennen und der Domplatte platziert. Die originalgetreue Plastik demonstriert Dimension und Details ihres Vorbildes.
Im Bestreben, das Modell durch eine haltbare Konstruktion zu ersetzen, fiel die Wahl aufgrund der im Vergleich zu Naturstein erheblich niedrigeren Kosten auf einen Betonguss. Zunächst wurde die Kreuzblume des Südturmes neu vermessen und aus der Luft abfotografiert. Anhand eines Gipsmodells im Maßstab 1:10 wurden Segmentierung, Bewehrung, Schalung und Betonierungsabläufe entwickelt. Auf einem 1:1-Rohmodell aus Polystyrolschaumblöcken wurde die spätere Schalhaut aus Silikonkautschuk aufgetragen, die für den Guss einen Stützkörper aus Epoxidharz erhielt. Die fertige Konstruktion umfasste 13 Fertigteile aus dunkelgrau durchgefärbtem Stahlbeton. Bis auf die massiven Blattkränze und den Schlussstein sind alle Teile aus Gründen der Gewichtsersparnis als Hohlkörper mit Wandstärken zwischen 15 und 20 Zentimetern ausgeführt.
Die mittels eines Krans fertig montierte Kreuzblume ist fast 10 Meter hoch, 5 Meter breit und wiegt 35 Tonnen, weniger als die Hälfte des Naturstein-Vorbildes. Sie ist in ein kreisrundes Blumenbeet eingefasst und trägt am Sockel erklärende Schrifttafeln in 15 Sprachen.
Das Modell der Kreuzblume hat sich zum beliebten Treffpunkt vor der Kathedrale entwickelt und bildet den Ausgangspunkt zahlreicher Stadtführungen rund um den Kölner Dom.

### Diskussion zum Standort der Kreuzblumen-Replik

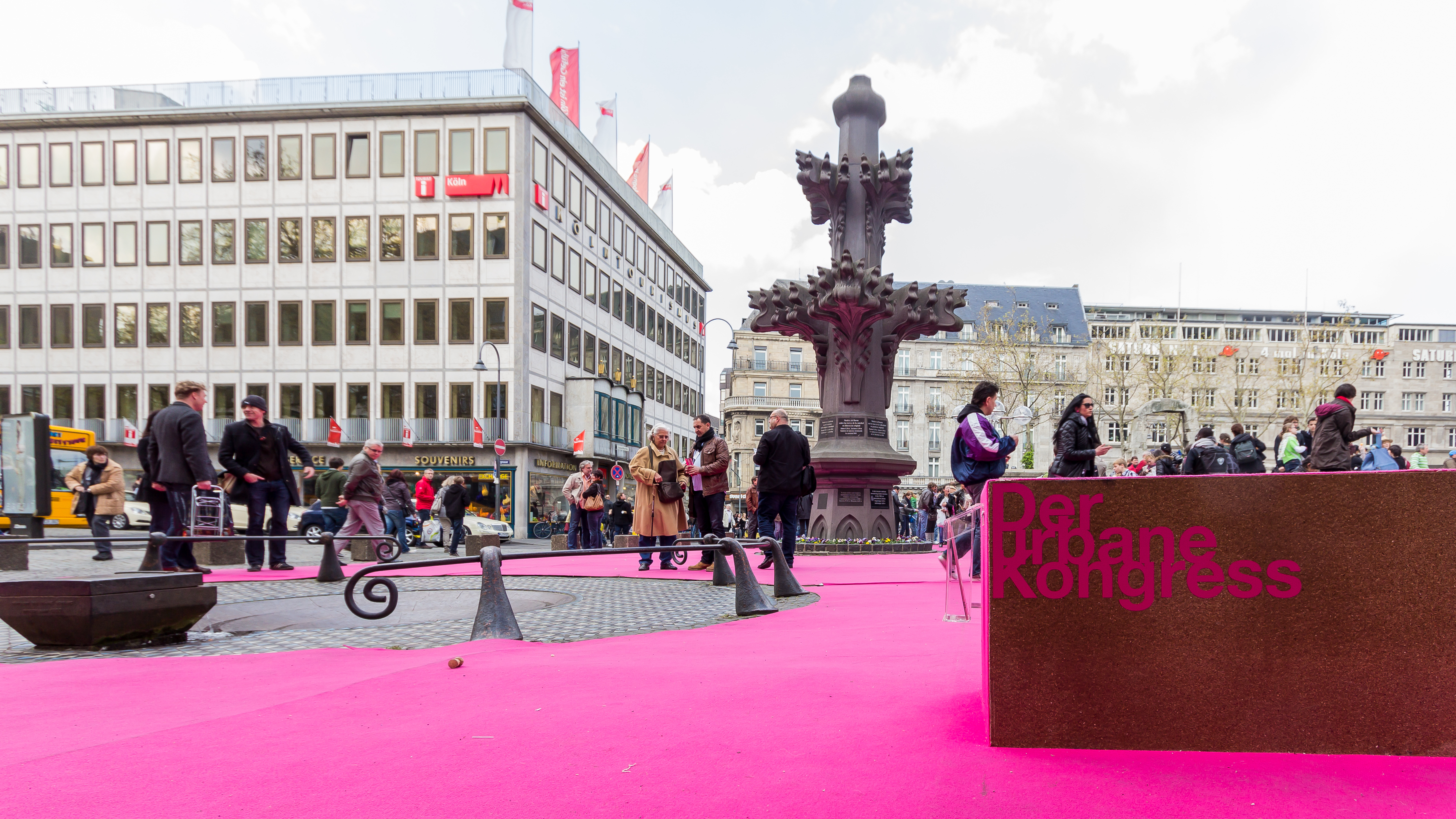
Der „urbane Kongress“ verdeutlichte 2012 das Spannungsverhältnis zwischen Kreuzblumen-Replik und Taubenbrunnen mit temporären Interventionen.

Das von der Stadt Köln beauftragte Projekt „Urbaner Kongress“, das den bewussten Umgang mit der Kunst im öffentlichen Kölner Stadtraum zum Thema hatte, legte 2012 einige Handlungsempfehlungen vor, zu denen unter anderen die Entfernung der Kreuzblumen-Replik vor dem Dom gehörte, mit dem Ziel, den Bereich vor dem Dom zu beruhigen bzw. „entrümpeln“ und dem eigentlichen Kunstdenkmal an dieser Stelle, dem Taubenbrunnen von Ewald Mataré, zu neuer Sichtbarkeit zu verhelfen.
Im Dezember 2014 entschied die Bezirksvertretung Innenstadt den Umzug und beauftragte die Stadtverwaltung mit der Suche nach einem Alternativstandort, der jedoch auch Monate später nicht gefunden war. Als Alternativstandorte wurden unter anderem die in der westlichen Blickachse des Doms gelegene Burgmauer, der Schlosspark Stammheim oder der Standort der ehemaligen Betonpilze auf der Domplatte diskutiert, die Bezirksvertretung hatte sich schließlich für die Deutzer Rheinseite nahe der Hohenzollernbrücke entschieden, also die rechtsrheinische Blickachse auf den Dom. In der Handlungsempfehlung des Urbanen Kongresses wird als Standort die Dombauhütte vor dem Domchor als typologisch sinnvoll erachtet, aber auch die Terrasse des gegenüberliegenden Café Reichard erwogen.
Bereits Barbara Schock-Werner hatte in ihrer Amtszeit als Dombaumeisterin das Objekt an dieser Stelle kritisiert, da es, mitten in der Sichtachse des Doms, mit einer Bedeutung aufgeladen werde, die es nicht habe. Auch Stadtdechant Robert Kleine befürwortete die Entscheidung, ebenso der damalige Dompropst Norbert Feldhoff, der mit den Domplattenumbau beauftragte Architekt Amandus Sattler sowie Marcus Trier vom Römisch-Germanischen Museum. Insgesamt habe die „Mehrheit der Gesprächspartner“ in öffentlichen und privaten Gesprächen des „Urbanen Kongresses“ den aktuellen Standort „sowohl für den Taubenbrunnen wie für die Perspektive auf das Hauptportal des Domes als ungeeignet erachtet“. Gegenstimmen fanden sich nach Veröffentlichung der Pläne in Leserbriefen und Kommentaren der Tagespresse sowie in einer Online-Petition, die knapp 2900 Unterstützer fand. In der Politik befürworteten auf Bezirksebene die Grünen, Die Linke, Deine Freunde und Piraten den Abbruch; im Stadtrat war die SPD dagegen, die CDU befürwortete einen Umzug an die Burgmauer, obwohl beide  Fraktionen grundsätzlich die Entscheidungsbefugnis der Bezirksvertretung in diesem Punkt infrage stellten. Ein vom Stadtrat Ende 2015 beauftragter Dialog zwischen der neuen Oberbürgermeisterin Henriette Reker und Bezirksbürgermeister Andreas Hupke führte zu dem Kompromiss, dass die Kreuzblume bis zur geplanten Erneuerung der westlichen Domumgebung vorerst auf ihrem Platz bleibt.